# Glaciar Gresitt

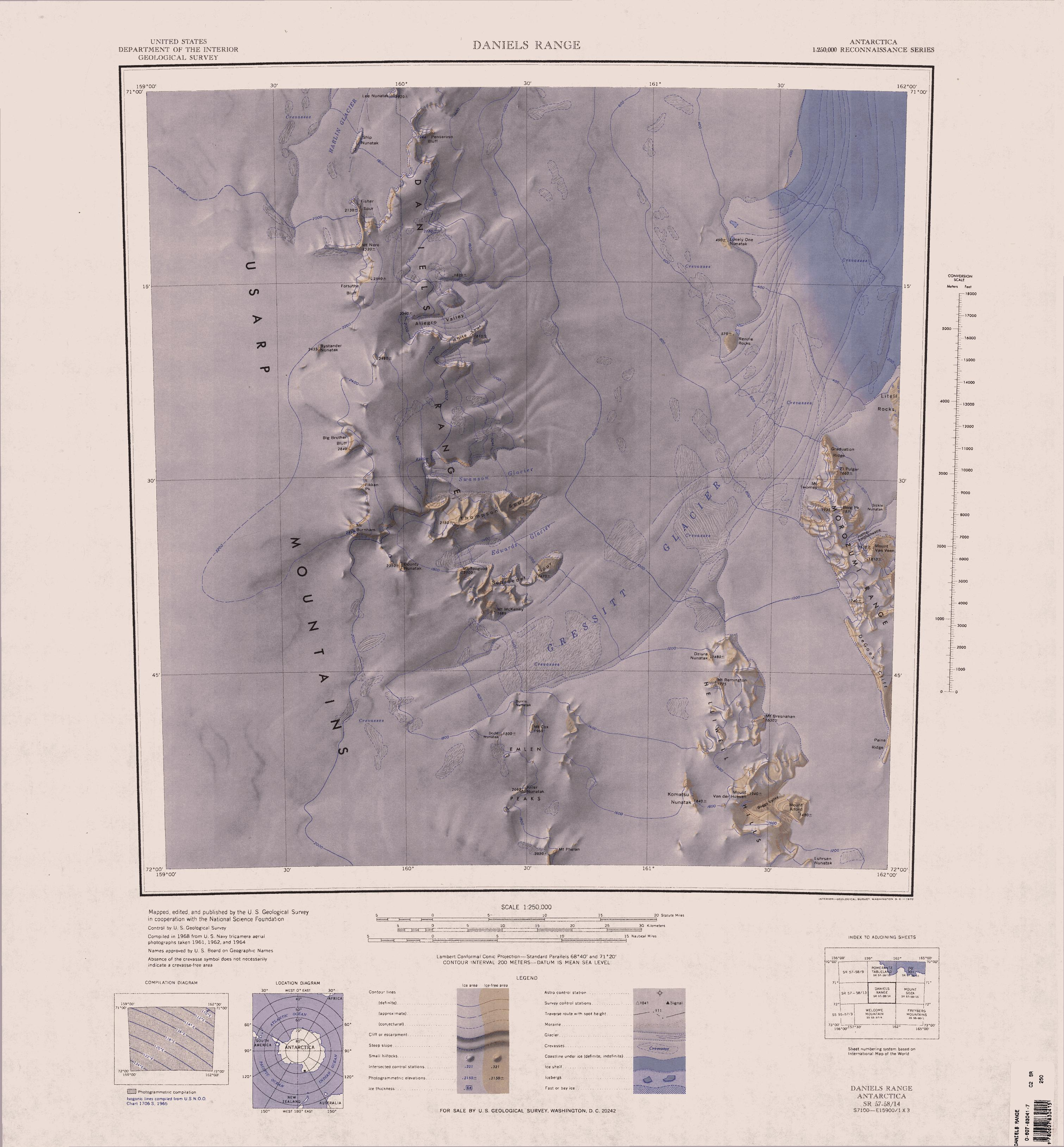
Mapa del glaciar Gressitt, en escala 1:250,000

El glaciar Gressitt (71°30′S 161°15′E / -71.500, 161.250) es un amplio glaciar, de 80 km de largo, que drena el área entre la cordillera Daniels y los picos Emlen en las montañas Usarp de la Tierra de Victoria, en la Antártida. Fluye hacia el noreste para entrar en el glaciar Rennick, justo al norte de la Cordillera Morozumi. Este accidente geográfico fue cartografiada por primera vez por el Servicio Geológico de los Estados Unidos a partir de fotos aéreas de la Armada entre 1960–63, y así lo nombró el Comité Consultivo sobre Nomenclatura Antártica en honor al biólogo J. Linsley Gressitt, Director de Programa, quien realizó estudios biológicos, particularmente en la zona del Mar de Ross, durante seis veranos australes, 1959-1960 a 1965-1966. El glaciar se encuentra en la costa Pennell, una parte de la Antártida que se encuentra entre el cabo Williams y el cabo Adare.